# Благодатное (Скадовский район)
Благода́тное (укр. Благодатне, до 2016 г. — Радго́спное, ранее хутора За́ячьи) — посёлок в Скадовской городской общине Скадовского района Херсонской области Украины.
Почтовый индекс — 75743. Телефонный код — 5537. Код КОАТУУ — 6524784001.

## Население
Население по переписи 2001 года составляло 1094 человека.

### Языковой состав
Родной язык населения по данным переписи 2001 года:
| Язык       | Численность, чел. | Доля     |
| ---------- | ----------------- | -------- |
| Украинский | 976               | 89,21 %  |
| Русский    | 106               | 9,69 %   |
| Другое     | 12                | 1,10 %   |
| Итого      | 1 094             | 100,00 % |

## История
В 2016 году посёлок Радгоспное переименован в посёлок Благодатное в ходе декоммунизации в Украине.
С 24 февраля 2022 года находится под российской оккупацией.

## Местный совет
75743, Херсонская обл., Скадовский р-н, пос. Благодатное, ул. Терешковой, 57. Глава местного совета Сачиянц Артур Артемович